# 异兽魔都
《異獸魔都》是林田球繪製的日本漫畫作品，自2000年起開始於小學館的《月刊IKKI》上連載，後移至《HiBaNa》和《月刊少年Sunday》連載，於2018年完結，單行本全23卷。完結同時宣布改編為電視動畫。

## 故事概要

### 設定
故事的背景是兩個並存的異世界（普通人所居住的「洞穴」以及魔法師居住的世界）。魔法師看起來和人類類似，但卻是由惡魔血達摩創造出來的物種，他們的體內有著可以產生「煙」的器官，這是其魔法的力量來源，許多魔法師會透過手術或「黑粉」提高煙的產量，藉此提升能力，煙也可以交易，魔法師的煙量決定了他們的強弱，同時也決定了階級。強大的魔法師可以透過儀式成為惡魔，惡魔受到魔法師崇敬，並管理著「地獄」。魔法師能夠開啟門進入洞穴，他們經常拿人類作為練習魔法的對象，而人類對此無力抵抗，因此產生了許多魔法受害者，專門治療的醫院也應運而生。

### 故事
主角開曼是魔法的受害者之一，頭部被變成蜥蜴，也完全記不起自己是誰。爲了變回人臉和找回記憶，故事就從開曼和同伴二階堂狩獵魔法師開始了。

## 登場人物

### 洞穴居民
人類，多數居民都成為魔法師練習下的犧牲品。快速變化的人體受不了了魔法，即使經過治療大多數人會突然死亡。
開曼（Kaiman，配音：高木涉）
身高216公分，體重98公斤，腳長38公分。
魔法受害者，頭部被變成蜥蜴並且喪失記憶，因為被施過魔法，所以其他魔法基本上對它無效，即使頭部被砍斷也能再生，有蛀牙。擅長使刀，武器是銃劍。特别爱吃二階堂做的紫蘇(大葉)餃子，是打從心裡真正喜歡餃子，二階堂形容他是「只知道吃的大老粗」。在洞穴內遇到魔法師時，會先把對方的頭咬住，使魔法師見到嘴巴裡的一名男人。之後會把魔法師的頭吐出來，質問魔法師嘴裡的男人說了什麼，進而決定要不要殺該名魔法師，不過通常都會殺死對方。二階堂因為他長得像凱門蜥，而將他取名為開曼。
由於一個人不能中兩個以上的魔法，否則魔法會發生異變。老大企圖奪取松鼠的魔法「詛咒」，在殺死松鼠後遭詛咒追殺(那是一種能反彈一切帶有敵意的攻擊、對一切有敵意的對象造成傷害、物理與魔法都無法摧毀的魔法造物)，又中了惠比壽的魔法(惠比壽賣給商店的煙)，松鼠的詛咒就此存在於老大的口中，而老大的頭又變成蜥蜴，因而產生出開曼。在與煙的一戰中，因為惠比壽的死亡導致魔法解除，開曼變回了人的頭，剩下一個魔法在身的開曼讓松鼠的詛咒(卡司)回歸到復活的松鼠身上。在155話與原惡魔們的交易下變成了魔法師，魔法是「餃子之杖」。164話中，被洞穴君用汙泥做出的假二階堂破壞了腦中的惡魔腫瘤，失去了魔法師的身分，一度跌入了洞穴汙泥之中。
後來將洞穴汙泥全部吸收爬了出來，吸收了構築假二階堂的汙泥的同時，奪回了斯托亞的菜刀和二階堂的頭，並和洞穴君相互爭奪汙泥但失敗。此時在魔法師的世界，奇利翁為解除傷害魔法師的降雨而飛到雲上，發現了不明的門，有不明物體不停進出，並將取出的汙泥從天上灑下，這就是雨的真面目。於是企圖用炸彈由內摧毀門，而爆炸正好削弱洞穴君，讓開曼發現洞穴君的能力也是魔法。之後和從洞穴君中逃出的煙家族聯手，透過心的魔法將洞穴君解體，並用斯托亞的菜刀破壞它的惡魔腫瘤，擊敗了洞穴君。
真實身分為亞伊因意外誕生的人格會川，由於阿壞(亞伊的人格之一，十字眼組老大)殺死松鼠，意圖奪取松鼠的魔法[詛咒]未成，導致[詛咒]襲擊逃到洞穴的阿壞，在頭被詛咒拔掉的情況下，身體意圖使用瓶子裡的煙意圖驅散[詛咒]，卻意外造成記憶喪失、人格改變和頭部變蜥蜴(瓶中是惠比壽的魔法)，之後被二階堂救回並取名為開曼，松鼠也因惠比壽的魔法被困在開曼嘴裡。
故事早期曾經斷頭，但是依舊存活，斷頭被拿去做成標本，後來拿去解剖時消失。
故事中後期開曼的魔法被解除回復人格和記憶後被洞穴怨靈控制離開二階堂，未來的惡魔二階堂利用魔法回到過去取得解剖時斷頭標本將開曼再生復活後送到還沒成為惡魔的二階堂身邊。
利用斷頭標本再生的開曼不被洞穴怨靈控制，最後和洞穴怨靈戰鬥並獲勝。
因為對餃子的執著深到在送餐期間會吃光客人的餐點，而一度被二階堂趕出空腹蟲。之後和妖精餃子男交談並得到啟發，花費數個月向二階堂學習如何製作餃子。最後成功做出了好吃的紫蘇餃子並平息了慾望，得以繼續留在空腹蟲工作。
二階堂（Nikaidou，配音：近藤玲奈）
身高169公分，體重56公斤，腳長25公分。
二階堂是和開曼互相認定的朋友，是本作的核心女性角色，自身戰斗能力強也是極為稀少的能控制時間的魔法師。身體素質極好，強壯且敏捷，喜歡身著方便行動的橘色連體工裝，髮型常為馬尾辮。二階堂也是“空腹蟲”的女老闆，作為老闆及掌廚人的二階堂很擅長料理，甚至在惡魔化後料理能力也相應提升，餃子在料理中夠飛舞起來。店鋪客人很少，而且每天來吃的開曼也從來不付錢，所以空腹蟲始終處於負債狀態。當開曼一個人跑去魔法師的世界時，才發現客人們是因為開曼才不敢進來。與惡魔艾斯是有恩情羈絆的朋友，在艾斯被血達摩變回魔法師後，全力協助二階堂掌握時間魔法，之後從煙的宅子偷出密藏的魔法書，得知必須放出一生份量的煙才能掌握時間魔法，於是以惡魔試煉來鍛鍊二階堂。在經過格鬥頭盔的修煉之後，頭上長出角開始惡魔化，後來放出自己一輩子的煙，得到了能穿越時間的魔法火箭筒，慢慢長出了尾巴、身體和個性開始惡魔化，最終惡魔的型態是壯碩男性化的惡魔。在用盡魔法彈藥後解除惡魔化並遭洞穴君殺害一度處於戰死狀態。在開曼擊敗洞穴君之後，惡魔們兌現和開曼的交易，使得二階堂復活並與開曼重逢。
未改變歷史前，和川尻、八雲被一對夫婦收養，小時候因為練習魔法回到過去意外與養父養母接觸導致歷史改變，原本在河上漂流的八雲沒被收養因此最後死亡，川尻和養父母也失去與八雲的記憶。之後嘗試使用魔法拯救八雲，但卻無法準確回到她的死亡時間，導致二階堂厭惡魔法，連帶改變川尻的歷史(原本被收養變成在孤兒院長大，並且不認識二階堂)。之後離開魔法世界在洞穴定居並隱藏身分。
一開始魔法施展出來是一個神祕的正方體，修練過後形成一個火箭筒大小的長方體魔法匣，裡面有轉輪式的彈倉和五發彈藥(無法補充)，使用時間魔法時會消耗彈藥。
故事中二階堂曾四度使用魔法(帶著川尻改變八雲的死、和松鼠去確認開曼變成蜥蜴頭的經過、送斯托亞的菜刀給過去的自己並提示菜刀是關鍵、偷走開曼的斷頭標本並帶到未來復活)，最後一次被洞穴怨靈使用。
春日部博士（Kasukabe，配音：市來光弘）
身高155公分，體重42公斤。
本名海斯，春日部是老婆身為魔法師時的名字(後來通過惡魔試煉成為惡魔小春)，研究魔法師的瘋狂博士。
是個魔法受害者，但是本人自稱賺到了－老婆施展魔法讓他外表變成十多歲，但實際的年齡是六十多歲。
座右銘是「始終保持冷靜」，在被煙抓住的拷問之中，也能當作對魔法師的實地調查而樂在其中，是個樂觀主義者。
心在洞穴被追殺時曾誤入海斯(還是大人時)的診所，目的是切除手臂讓自己能放出煙，之後被海斯發現幫心進行煙管導通手術，讓心能使用魔法。
15年前海斯(還是大人時)為了治療掉落廢物湖後命危的亞伊，用8個魔法師的屍塊作為材料替亞伊進行改造(其中一個魔法師的魔法是物品增量)，最後手術成功亞伊存活。
亞伊
十五年前拜託春日部博士為自己動手術改造成魔法師，為此故意掉落廢物湖命危，並在湖中被洞穴怨靈附身。
改造手術完成的隔天，亞伊就請來到了洞穴的魔法師帶他去魔法師世界。不過，那些魔法師不認同放不出煙的亞伊是同伴，所以把亞伊殺死了，並棄屍水溝旁。
下葬後遺體和人格被洞穴怨靈改造(混雜著手術所使用的屍塊裡殘留的增量魔法)，變成有九個頭的人類(外觀只有一個頭，其他八個頭縮小藏在頸椎附近)，變換人格時會換掉整顆頭。
人格除了原本的亞伊，也增加了只為殺死魔法師的阿壞(之後成為十字眼組織老大)以及魔法師學員的會川。
包克斯醫生（Baukusu，配音：江川央生）
洞穴的醫生。額頭有刺青。專門治療魔法受害者。
詹森（Johnson，配音：木村良平）
身高268公分，體重271公斤。
在洞穴的下水道巨大化的蟑螂，春日部博士用昆蟲能接收的電波控制牠的行動。會說的話只有一句「Shocking」，戰鬥力極高，能和同類小型蟑螂溝通開鎖、做蛋糕。
13（Thirteen，配音：梶裕贵）
洞穴的居民。想追求二階堂所以常去二階堂的店空腹蟲搭訕。

### 煙的家族
魔法師世界中最大的家族，擁有各種産業，也樹立很多敵人，人員分布也非常廣泛。因為十字眼幫老大的出現，家族被破壞殆盡，成員逃到洞穴當中。洞穴君被擊敗後，家族逐漸復興中。
煙（En，配音：堀內賢雄）
煙家族的首領，魔法世界中的老大，相當自戀。最喜歡蘑菇，能力是蘑菇，食物也是蘑菇。前期看似殘酷、無情，事實上那只是對敵人的態度，對家族成員極為重視，與木耳、心控二階堂的相處可發現他溫柔友善的一面。
在煙自拍的電影中，童年很坎坷，出生沒多久就因為自己的煙將全家變成蘑菇，靠著身邊的蘑菇活下去。某天被小偷發現抱去賣給囚禁並抽取魔法師煙來販賣的惡劣商人，直到完全產不出煙時被丟下橋，被路過的惡魔當成肉丟進地獄，但他在地獄不僅沒死，還創造了一個蘑菇區活了下來。某天閒晃的血達摩在地獄發現了他，覺得非常中意便替他取名「煙」並幫助他離開地獄。離開地獄後的煙找上了當初囚禁他的惡劣商人，把他們通通變成蘑菇，並將同樣遭奴役的魔法師收為手下，並決心修正這個混亂的世界，煙家族就此誕生。

逐漸壯大的煙家族後來終於成為魔法世界最大的勢力，在此同時不明的魔法師殺手出現(十字眼集團)，煙家族也損失慘重，連最初加入的元老們也遭到殺害。元老手下天神查出十字眼的基地，心和能井前往支援，卻發現天神早已被十字眼老大殺害，兩人面對十字眼老大的對魔法師戰術毫無抵抗能力，此時煙及時趕到，但在十字眼老大不明的壓迫感下無法發揮正常的戰力，他只能不斷地吐煙，直到將整個區域都變成蘑菇(也成了魔法世界的不明事件之一)。在煙霧與蘑菇的混亂之中，煙看見一具無頭屍體走進了「門」消失，讓他懷疑起這個幾乎將煙家族消滅的十字眼老大是否真的死在那一戰。於是開始尋找操控時間、生命魔法的魔法師，希望回到那一天確認十字眼老大的生死。

開曼解除魔法恢復成會川的同時，另一人格十字眼老大也活了過來，一個人襲擊煙的宅邸迅速殺死了煙，將其斬首分屍，並將腦中惡魔移植到自己身上。眾人費盡心力恢復肉體、奪回惡魔，於128話復活後檢討自己終於展露了最強魔法師的風采，透過遙控蘑菇人、由體內增值蘑菇擊敗了變異後的十字眼老大。在163話中，使用魔法保護家族成員，進入快油盡燈枯的狀態。之後透過消的魔法逃出，結尾回到魔法師世界復興家族。
曾為了時間魔法強迫二階堂成為自己的伴侶，故事結尾偶然回想起自己有個伴侶時被消用魔法清除所有相關記憶。
心（Shin，配音：細谷佳正、榎木淳弥（少年））
煙手下的殺手，使用鐵錘。魔法師與人類的混血兒，能力是讓敵人四分五裂卻還能活著，在執行任務時會把敵人用黑色垃圾袋裝起來。少年時在洞穴的家具店工作，因為不小心弄破手指，發出只有魔法師才有的煙而被町內會追殺，父親遭町內會成員拷問殺害。逃亡時被春日部博士和包克斯救起，為找出放煙的管子自行將雙手切成好幾段卻未發現，後由博士施行手術找到並打通了放煙的管子，將切下的肢體碎片縫上(已無作用只能慢慢腐化)，這種情況下一個人將町內會全體以魔法肢解，導致後來町內會式微、洞穴居民幾乎不再抵抗魔法師。之後來到魔法師的世界時，跑到煙的拉麵店白吃白喝逃亡時撞到能井，兩人爭吵時少根筋的能井順便治好了雙手，卻被心打昏。過了幾天心回到拉麵店應徵，自此加入煙家族。
能井（Noi，配音：小林優）
煙手下的殺手，也是煙的表妹，從小被煙指使使用魔法所以很討厭煙。銀髮紅眼的能井是魔法高強且身手矯健的強悍女性，強壯肌肉為自己修煉所得，身手敏捷戰力極強，日常著裝是便於行動的整套紫色運動服，面具能夠收納銀色長髮使其專注於激烈的打鬥。能井不太在意自己穿著，是豪放的戰鬥狂熱愛好者，喜歡與強者對抗，也喜歡吃。能井的魔法能力是修復，即使是半身被毀或斷頭(只要活著)的重傷也能治癒，也可修復屍體、頭骨，在數次行動任務中用自己的能力救下成員朋友甚至不相關的陌生傷者。是心的搭檔，也是生死相關的朋友，二人有互相交付性命的信任。能井原本能夠成為惡魔，在進行「一年都禁用魔法」的試煉時，與心被「爆」、「藥」糾纏，心因此身受重傷，為了要救心而打破規定(其實負責試煉的惡魔還挺高興的，血達摩給能井準備的惡魔外觀和名字實在很糟)，後來加入煙家族和心搭檔。故事結尾送了一大箱的自己產出的修復煙給醫院以治療傷者。
鳥太
戴著鳥類面具的男子，嗜好是解謎跟追求煙，肩膀上有煙的名字的刺青，非常希望成為煙的伴侶，但煙已決定伴侶一定要是時間魔法師，因此被煙安排住在頂樓的神秘房間。因為非常崇拜及喜愛煙，為了和煙一樣用口放煙還去做了臉部手術，但很容易燒傷自己。能力是解析與解除魔法。
藤田（Fujita，配音：高梨謙吾）
魔法學徒，在洞穴目睹好友松村被開曼殺死。能力是用煙將物體加速，雖然膽小而且能力貧弱，但比任何人都愛著家族。在意惠比壽。
惠比壽（Ebisu，配音：富田美憂）
因為有能讓人變成爬蟲類的能力，而被煙找來，之後就死皮賴臉待在家族不離開，莫名其妙的成了家族一員。帶著骷髏面具的原不良少女，木耳的好友，曾經死過一次又被復活。是個貧乳，很在意這一點。因死亡後修復屍體時一個會讓人快樂的髮夾(由鳥太送給藤田的)掉入腦中，導致復活後腦筋不太正常。在意藤田。老家家境不錯，有佣人伺候，家裡有閒錢讓她買「黑粉」。惠比壽離家出走後，父母誤信邪惡魔法師，創造了外表相同、內在卻殘忍暴力的假惠比壽，所以逃離原住處。因此，原本的家裡只剩下佣人和假惠比壽。小時候在父母關愛下穿著蘿莉塔服飾，離家之後則愛穿哥德、龐克風格的服裝，因此返家時還擔心嚇到父母。她有時會把自己的煙賣給商店。開曼之所以會變成了蜥蜴頭，也是因為惠比壽賣出的煙被人使用了。
松村（Matsumura，配音：奈良徹）
魔法學徒，在洞穴與藤田練習魔法時被開曼殺死。
塔基（Tākī，配音：三木真一郎）
帶著火雞面具(可食用)，摘下面具後是一位可愛且身材姣好的女性（本來為男性，但用魔法變性）。家族裡的廚師，能力是用料理做出指定對象的魔法人偶，人偶不會講話也不會魔法，但會模仿原本的人的動作以及生活習慣，並移動到人偶製作對象的位置(若對象死亡則移動到死亡地點或屍體地點)，作為追蹤是很有利的能力。
消
戴著繃帶面具，身材矮小。家族的副手。煙死後領導家族的人物，存在感極其薄弱，連家族成員都不知道這號人物。真實的能力是非物質化，但因太難控制，平常會用道具控制力量在把物體變透明以及消除記憶的程度。在心和能井加入家族之前，擔任家族的殺手。在被洞穴汙泥侵蝕，煙家族即將毀滅之際，被能井復原後將眾人非物質化，從汙泥中逃出。
木耳（Kikurage，配音：鵜殿麻由）
奇妙的生物，因為煙認為其耳朵下垂的地方有如木耳，而被煙這樣取名。兩隻前腳的末段是類似管狀的構造，能夠放出魔法，有能讓人復活的能力。與惠比壽很要好。不吃巧克力。

### 十字眼幫
十字眼幫主要由一群不會使用魔法的人組成(也有少部分弱小的魔法師加入)，在雙眼都有著十字的刺青。
十字眼幫老大
自稱阿壞，所有魔法師都懼怕的存在。性格凶狠且異常殘忍。
雖然能夠使用許多不同的魔法但是偏好用短刀，熟知魔法師弱點，攻擊哪裡可以阻斷放煙，也將這些知識、戰鬥技巧教給手下。
砍下對手的頭顱後會從頭顱裡的惡魔腫瘤竊取該名魔法師的魔法，並用以提煉能增加魔法煙量的黑粉高價販售牟利。
春日部博士改造了亞伊後，亞伊無意中被洞穴裡的太古人類怨念附身，因而產生了阿壞。經過改造後，阿壞擁有九個頭，可是外觀上只有一個頭，其他八個頭會縮小藏在頸椎附近。
這幅身體除了阿壞這個以消滅所有的魔法師為目標的黑暗人格外，還有亞伊和會川。
原人格亞伊幾乎不會出現，而會川作為表人格，會和阿壞交替出現。
阿壞為了安撫表人格會川，會私下幫會川準備了住所和大量的金錢讓他過上夢想中的魔法師學員生活。
在得知松鼠的魔法後立刻謀殺他以取得詛咒的魔法，令身為松鼠好友的會川懊悔不已。
毒蛾
幹部之一，相當於副首領的人物。唾液有毒，因此得避免大笑或大叫。能變成蛾飛行。老大殺死松鼠後由他處理松鼠的人頭，是老大前往洞穴與詛咒對決時唯一在場的成員，故事最後存活並留在洞穴，成為空腹蟲的打工人員。
鐵條
幹部之一，刀術精湛，右眼失明，故事最後存活並留在洞穴，成為空腹蟲的打工人員。
佐志
幹部之一，專長是刺繡，被變異的老大殺死。
豬
幹部之一，貪吃，飛刀技巧精湛，被變異的老大殺死、吃掉。
牛島田
幹部之一，重視友情，有可怕的怪力，租屋處的房東對他有意思，受生活所迫，為了確保幹部們的住處而賣身給房東，不過房東隨即意外死亡(松鼠偷東西被毒蛾發現而打起來，武器不小心飛出窗外打到)，幸運的沒有失身。被變異的老大殺死。
夏木
十字眼幫的新人，女性。在搶奪木耳時意外覺醒魔法，效果是製造能反彈任何攻擊和魔法的白色外皮(松鼠的詛咒也不例外)，被覬覦她魔法的阿壞分屍殺死。
松鼠（Risu，配音：ソンド）
因為認為自己不會使用魔法而加入十字眼幫，其實魔法十分奇特－詛咒(死後才會發動,效果是奪取兇手的一切)。因煙家族要找尋開曼的線索，而使其復活。因為開曼口中的男人就是松鼠，所以曾被認為開曼就是松鼠。後來才了解，當時老大殺死松鼠後遭到松鼠詛咒，但又中了惠比壽的魔法，由於一個人不能被施予兩個以上的魔法，導致松鼠的詛咒與惠比壽的魔法互相干擾發生異變，因而誕生一個蜥蜴頭人身的開曼，詛咒則被封在開曼口中。

### 丹波餐廳
丹波
「丹波美味肉派」的老闆，料理技術了得，連煙都相當稱讚。平時表現相當粗暴，甚至毆打員工，但實際上對員工及遭遇困難的陌生人非常照顧，曾經收留開曼並讓他在店內工作。少數對飛鳥的魔法無效的男性，因為中了太多次產生抗性。沒有拿人類練習過魔法，理由是下不了手。
福山
「丹波美味肉派」的員工，是個美青年，能力是把人變成肉派，使用手杖來輔助施放魔法。希望能找到自己的搭檔。同樣沒有拿人類練習過魔法。在十字眼幫襲擊肉派店時，魔法意外地能和十字眼老大對峙，最後趁會川人格主導時將其變成肉派，解除危機。
奇利翁
「丹波美味肉派」的員工，沈默寡言，直到後期才知道是女性。偽裝成魔法師，其實是被魔法師買下作為魔法試驗品的人類，並不會魔法。在逃亡途中投靠丹波，但對魔法師仍然充滿警戒。
在最後一戰中，成為魔法師世界唯一一個不受大雨影響的逆轉關鍵。被丹波救回後，對其他三人逐漸敞開心房。短髮眼鏡娘。
飛鳥
「丹波美味肉派」的前員工，能夠召喚出名為安傑羅的召喚獸，能複製肉派放出迷香並藉此誘惑異性。愛慕丹波，過去在丹波的店裡工作，多次利用魔法誘惑追求丹波未果而離職，後自立門戶，並以魔法干擾丹波的生意，並打賭如果丹波在比試中被打敗就必須成為他的員工。沒有拿人類練習過魔法，自稱是因為認為誘惑人類一點意義都沒有。召喚獸意外地不受洞穴雨影響，因此躲在安傑羅體內。

### 地獄
血達摩
唯一天生的純惡魔，地獄的大BOSS，超愛睡覺和惡作劇，因為無聊而創造了魔法師，因為想處罰高傲的魔法師而創造地獄，可以將魔法師變成惡魔(也是故事中其他惡魔的創造者)，也能把惡魔還原成魔法師。曾在某處發現了人類，興高采烈地帶了幾百個回去地獄玩，再度回來時發現人類幾乎遭魔法師滅絕，屍體還堆成一座山。被魔法師殺死的人類屍體無法回歸自然，反而會汙染環境，但不知何時開始屍山消失，變成一個充滿汙染及怨恨的深淵，而他便以此將那個世界命名為「洞穴」。
因為無聊而和惡魔們以魔法師與洞穴怨靈間的勝負打賭，由於最後是由魔法師獲勝，導致血達摩得變成人類五千年。惡魔們也非常期待享受沒有他的日子。
艾斯（Asu，配音：鄉田穗積）
本名川尻，二階堂的好友(歷史變更前原本是她哥哥)。在惡魔試煉的最後階段剛好遇上藍色之夜(魔法師帶伴侶去血達摩那交換契約的慶典)，自己遭受魔法師包圍，二階堂出現救了他，從此對二階堂異常地關懷。因為隱瞞時間魔法師的消息、幫助二階堂逃離血達摩的契約，被血達磨剝奪惡魔的力量，變回普通的魔法師，故事結尾和松鼠一起決定進行惡魔試煉重新成為惡魔。魔法是瞬間移動和千里眼。
小春
春日部博士的妻子，也是春日部這名字原本的主人。喜歡把心理的感受寫成歌曲。持有從血達摩那借來並占為己有的斯托亞菜刀，常常把惡魔肉體當布偶裝似地進進出出，也能把人放進惡魔肉體中，所持有的魔法是改變他人的年齡。
喪六
喜歡喝茶，看得到餃子妖精。以前經常到洞穴的「雪龍館」(後來的空腹蟲)喝茶。所持有的魔法是光速。
咕拉咕拉
心養的狗，其實是惡魔偽裝的。持有重力類魔法。
達斯頓
能井惡魔考試時的考官，後來和能井成為了朋友。說話時句尾習慣加上「咪」或「喵」。
斯托亞
非善非惡、非惡魔非魔法師的特殊存在，一般魔法師只能看見他接近透明的輪廓。在地獄邊境開設惡魔肉品專賣店，負責幫血達摩執行剝奪惡魔肉體及力量的工作。故事裡最強大的武器：斯托亞菜刀正是用他的翅膀所製成，可肢解惡魔肉體，光是空揮就能隔空腰斬5個人類，連血達摩都能殺死。

### 其他
八雲
原本是二階堂的姊姊，在河流中漂流被二階堂的父母撿起而養育，卻因為二階堂意外使用了魔法改變過去，使父母注意到二階堂而未發現正順流而下的她，最終因此而死，導致未來的世界沒有八雲，也僅有二階堂還記得八雲。悔恨的二階堂自此不願再使用魔法，後來二階堂掌握自己能力後，決定再次回到過去，終於拯救了八雲，魔法是飛行。

## 出版書籍
| 冊數 | 小學館         | 小學館                 | 長鴻出版社     | 長鴻出版社           |
| 冊數 | 發售日期       | ISBN                   | 發售日期       | EAN                  |
| ---- | -------------- | ---------------------- | -------------- | -------------------- |
| 1    | 2002年1月30日  | ISBN 4-09-188271-4     | 2003年11月21日 | EAN 471-0765-17984-7 |
| 2    | 2002年9月30日  | ISBN 4-09-188272-2     | 2003年12月15日 | EAN 471-0765-17986-1 |
| 3    | 2003年6月30日  | ISBN 4-09-188273-0     | 2004年6月18日  | EAN 471-0765-18613-5 |
| 4    | 2004年1月30日  | ISBN 4-09-188274-9     | 2005年3月10日  | EAN 471-0765-19334-8 |
| 5    | 2004年8月30日  | ISBN 4-09-188275-7     | 2006年3月7日   | EAN 471-0765-20212-5 |
| 6    | 2005年2月28日  | ISBN 4-09-188276-5     | 2006年7月19日  | EAN 471-0765-20644-4 |
| 7    | 2005年10月28日 | ISBN 4-09-188277-3     | 2006年12月25日 | EAN 471-0765-21112-7 |
| 8    | 2006年5月30日  | ISBN 4-09-188278-1     | 2007年10月10日 | EAN 471-0765-21753-2 |
| 9    | 2007年1月30日  | ISBN 978-4-09-188279-0 | 2007年11月3日  | EAN 471-0765-21744-0 |
| 10   | 2007年7月30日  | ISBN 978-4-09-188280-6 | 2008年5月27日  | EAN 471-2805-82413-7 |
| 11   | 2008年2月29日  | ISBN 978-4-09-188283-7 | 2008年7月19日  | EAN 471-2805-82573-8 |
| 12   | 2008年9月30日  | ISBN 978-4-09-188284-4 | 2009年1月15日  | EAN 471-1552-44000-3 |
| 13   | 2009年5月29日  | ISBN 978-4-09-188285-1 | 2009年12月10日 | EAN 471-1552-44773-6 |
| 14   | 2010年1月29日  | ISBN 978-4-09-188286-8 | 2010年5月11日  | EAN 471-3469-35157-1 |
| 15   | 2010年11月30日 | ISBN 978-4-09-188287-5 | 2011年4月21日  | EAN 471-3469-35952-2 |
| 16   | 2011年10月28日 | ISBN 978-4-09-188288-2 | 2012年3月21日  | EAN 471-6814-19823-4 |
| 17   | 2012年9月28日  | ISBN 978-4-09-188605-7 | 2013年12月21日 | EAN 471-5409-86219-2 |
| 18   | 2013年6月28日  | ISBN 978-4-09-188625-5 | 2014年4月15日  | EAN 471-5409-86490-5 |
| 19   | 2014年6月30日  | ISBN 978-4-09-188656-9 | 2015年8月26日  | EAN 471-5409-86937-5 |
| 20   | 2015年9月30日  | ISBN 978-4-09-188684-2 | 2016年9月1日   | EAN 471-5409-87692-2 |
| 21   | 2016年9月30日  | ISBN 978-4-09-188689-7 | 2017年10月12日 | EAN 471-3006-54105-2 |
| 22   | 2017年6月30日  | ISBN 978-4-09-188692-7 | 2019年1月29日  | EAN 471-3006-54204-2 |
| 23   | 2018年11月12日 | ISBN 978-4-09-188693-4 | 2019年7月24日  | EAN 471-3006-54229-5 |

## 電視動畫

### 製作人員
- 原作：林田球
- 監督：林祐一郎
- 系列構成、劇本：瀨古浩司
- 人物設定：岸友洋
- 世界觀設計、美術監督：木村真二（日语：木村真二）
- 畫面設計：淡輪雄介
- 色彩設計：鷲田知子
- 3DCG監督：野本郁紀
- 撮影監督：朴孝圭
- 編集：吉武將人
- 音響監督：藤田亞紀子
- 音樂製作：(K)NoW_NAME
- 音樂：(K)NoW_NAME:R·O·N（日语：R・O・N）
- 動畫製作：MAPPA
- 製作：異獸魔都製作委員會

### 主題曲
第1季
片頭曲

作詞、主唱：(K)NoW_NAME:Ayaka Tachibana，作曲、編曲：(K)NoW_NAME:Makoto Miyazaki
片尾曲
「Who am I?」（第1、2、7話）
作詞：(K)NoW_NAME:Ayaka Tachibana，作曲、編曲：(K)NoW_NAME:Makoto Miyazaki，主唱：(K)NoW_NAME:Ayaka Tachibana、NIKIIE
「Night SURFING」（第3、4話）
作詞：(K)NoW_NAME:Genki Mizuno，作曲、編曲：(K)NoW_NAME:Shuhei Mutsuki，主唱：(K)NoW_NAME:Ayaka Tachibana
「D.D.D.D」（第5、6話）
作曲、編曲：(K)NoW_NAME:Shuhei Mutsuki ，作詞、主唱：(K)NoW_NAME:NIKIIE
「Strange Meat Pie」（第8、9話）
作曲、編曲：(K)NoW_NAME:Tetsuya Shitara ，作詞、主唱：(K)NoW_NAME:Ayaka Tachibana
「SECONDs FLY」（第10、11話）
作曲、編曲：(K)NoW_NAME:Hiromitsu Kawashima ，作詞、主唱：(K)NoW_NAME:NIKIIE
「404」（第12話）
作曲、編曲：(K)NoW_NAME:Tetsuya Shitara ，作詞、主唱：(K)NoW_NAME:NIKIIE & AIJ
插入曲
「ドリームキノコ」（第9話）
作詞：林田球，作曲、編曲：(K)NoW_NAME:R·O·N，主唱：煙(CV:堀內賢雄)

### 各話列表
| 話數   | 日文標題 | 中文標題                                                        | 分鏡     | 演出     | 作畫監督                                                   |
| 第1季  | 第1季    | 第1季                                                           | 第1季    | 第1季    | 第1季                                                      |
| ------ | -------- | --------------------------------------------------------------- | -------- | -------- | ---------------------------------------------------------- |
| 第1話  |          | 開曼                                                            | 林祐一郎 | 林祐一郎 | -                                                          |
| 第2話  |          | 袋之中吃飯時請保持安靜鄰鎮的魔法使                              | 林祐一郎 | 新井宣圭 | 、山崎杏理                                                 |
| 第3話  |          | 死者之夜 —決鬥！— 中央百貨商店前                                | 林祐一郎 | 原英和   | 加藤雅之                                                   |
| 第4話  |          | 烤鴨魔法使配菜請穿正裝光臨舞會辭舊迎新 in 「洞穴」              | 林祐一郎 | 徳土大介 | 小磯沙矢香                                                 |
| 第5話  |          | 魔法之國的開曼                                                  | 林祐一郎 | 新井宣圭 | 加藤雅之                                                   |
| 第6話  |          | 食慾旺盛的蘑菇山第一次的煙井蓋哀歌                              | 林祐一郎 | 高橋謙仁 | 伊藤進也                                                   |
| 第7話  |          | All Star☆夢之球宴                                               | 林祐一郎 | 小松寛子 | 小松寛子、吉田駒未、山崎杏理                               |
| 第8話  |          | 好日子啟程lalala怪人君好日子啟程2豪華與熱情歡迎來到藍色之夜樂園 | 林祐一郎 | 關野關十 | 井出上義英、長谷川早紀                                     |
| 第9話  |          | 嗚呼花煙美妙肉餅稀有蘑菇出現                                    | 林祐一郎 | 、曹毅   | 吉田駒未、熊田明子、山崎杏理、清水貴子、池田智志、野田友美 |
| 第10話 |          | 寂寞開曼噩夢過往豆包可福                                        | 林祐一郎 | 曹毅     | 井出上義英、江田玲美                                       |
| 第11話 |          | THE BOSS我們移動攤位見                                          | 林祐一郎 | 新井宣圭 | 小松寛子、吉田駒未、山崎杏理                               |
| 第12話 |          | 回憶校園生活當男生遇見女生戰役拉鉤上吊百年不許改變              | 林祐一郎 | 林祐一郎 | 小田剛生、井出上義英                                       |

### 播放電視台
日本深夜動畫：下文記載的日本国内播放時間使用日本標準時間（UTC+9）表示。因為部分時間标识會採用30小时制，因此請留意这类超过24:00的时间，其實際播放時間為翌日清晨。
| 播放地區   | 播放電視台 | 播放日期        | 播放時間（UTC+9）         | 所屬聯播網 | 備註                       |
| ---------- | ---------- | --------------- | ------------------------- | ---------- | -------------------------- |
| 東京都     | TOKYO MX   | 2020年1月12日－ | 星期日 24時00分－24時30分 | 獨立局     |                            |
| 日本全國   | BS11       | 2020年1月12日－ | 星期日 24時00分－24時30分 | 衛星電視   | 製作參加 「ANIME+」節目    |
| 近畿廣域圈 | 每日放送   | 2020年1月14日－ | 星期二 27時00分－27時30分 | TBS電視網  | 製作參加 「動畫特區」第2部 |

### BD
| 卷數  | 發售日期      | 收錄話數       | 規格編號   |
| 第1季 | 第1季         | 第1季          | 第1季      |
| ----- | ------------- | -------------- | ---------- |
| 上    | 2020年5月20日 | 第1－6話       | TBR-29397D |
| 下    | 2020年6月17日 | 第6－12話，OVA | TBR-29398D |

## 外部連結
- IKKI公式ホームページ［イキパラ］ - IKKI連載作品介紹 - ［異獸魔都］林田球（日語）
- 小学館コミックス - IKKI COMIX系 - IKKI COMIX - 異獸魔都全卷一覽 （页面存档备份，存于）（日語）
- 林田球官方網站 胃SHOCK獣 （页面存档备份，存于）（日語）
- 電視動畫「異獸魔都」官方網頁 （页面存档备份，存于）（日語）
- TVアニメ『ドロヘドロ』的X（前Twitter）（日語）